# François Cappus
François Cappus  (né vers 1657, mort à Dijon le  18 novembre 1716) est un compositeur français de la période baroque.

## Biographie
François Cappus est le fils d'un conseiller légal, Maitre Blaise Cappus, Bailli pour le Parlement d'Aix en Provence. Il s'est marié avec Anne Hervelin (16?? - mars 1692 à Dijon). Ils sont enterrés ensemble dans l'église Saint-Étienne de Dijon. Le couple a eu trois fils, dont le compositeur Jean Cappus, et trois filles.
Peu de temps après sa mort, on faisait référence à Cappus comme étant "un bon organiste qui avait un bon appétit, il est mort à un âge avancé". Il était aussi chanteur à la cathédrale de Dijon, et avait été nommé à un poste officiel en 1683 pour "chanter à tous les évènements importants".
François Cappus meurt à Dijon à l'âge de 59 ans le 18 novembre 1716. Il est inhumé le lendemain en l'église Saint-Étienne de Dijon

## Œuvres
Une douzaine de ses compositions vocales ont survécu, quelquefois attribuées de manière erronée à son fils Jean Cappus.
- 1693 : Printemps, gardez-vous bien, air pour un chanteur et continuo[3]
- 1694 : Six airs pour un chanteur et continuo[4]
  - Vous estes insensible au tourment,
  - Je meurs (bis) tous les jours,
  - Quand, pressé par l'excès,
  - Amour, avant que ma constance,
  - Taisez-vous (bis) tendres mouvements,
  - Que ces vastes forests solitaires.
- 1694 : Deux airs[5]
  - Que l'amour est charmant, pour trois voix,
  - Quand le feu fait sentir, air à boire pour un chanteur avec un récitatif pour basse
- 1699 : Quatre airs[6]
  - Vous cachez avec soin vos peines, cet air a également été transmis par un autre recueil non daté[7]
  - Pour n'être point pilotte téméraire,
  - Reviens, affreux Hyver,
  - Que l'amour est charmant et doux, pour trois voix.
- 1700 : Henrici Julii Borboni primi é Regio Sanguine principis laudes, Ballet en deux parties, mêlé de chant[8]
- 1700 : Trois airs[9]
  - Que Bacchus est charmant !, air à boire
  - Voulez-vous savoir qui des deux, air à boire
  - Le berger Tircis,  vaux-de-ville.